# شركة director ضد شركة imburgia
DIRECTV ضد إمبورجيا (بالإنجليزية: DIRECTV, Inc. v. Imburgia)، قضية رقم 14–462، هي قضية قانونية نظرت فيها المحكمة العليا للولايات المتحدة في عام 2015. قضت المحكمة بأن قانون التحكيم الفيدرالي يمنع المحاكم الأمريكية من تفسير العقود بطريقة تنطوي على تحيّز ضد التحكيم، حتى وإن استندت إلى القانون المحلي.

## الخلفية
تتعلق القضية بعقد اشتراك بين شركة DirecTV وعملائها، يحتوي على شرط تحكيم يلزم الأطراف بحل النزاعات من خلال التحكيم بدلاً من المحكمة، ويمنع التحكيم الجماعي. كما نص الشرط على أنه إذا تم اعتبار حظر التحكيم الجماعي غير قابل للتنفيذ بموجب "قانون الولاية الساري"، فإن شرط التحكيم بأكمله يصبح غير صالح.
عند نظر محكمة كاليفورنيا للقضية، فسّرت عبارة "قانون الولاية الساري" على أنها تشير إلى القانون المحلي كما كان قائمًا قبل حكم المحكمة العليا في قضية **AT&T Mobility LLC v. Concepcion** الذي ألغى حظر كاليفورنيا على حظر التحكيم الجماعي. وبالتالي، رأت المحكمة أن شرط التحكيم غير قابل للتنفيذ، مما سمح للمستهلكين بمواصلة الدعوى الجماعية.

## قرار المحكمة
في 14 ديسمبر 2015، ألغت المحكمة العليا قرار محكمة كاليفورنيا، بقرار من ستة قضاة مقابل ثلاثة. كتب القاضي ستيفن براير رأي الأغلبية، وقرر أن تفسير محكمة كاليفورنيا لعبارة "قانون الولاية الساري" لم يكن محايدًا تجاه التحكيم، وبالتالي يخالف قانون التحكيم الفيدرالي.

## الآراء المخالفة
كتبت القاضية روث بادر غينسبيرغ رأيًا مخالفًا، وانضمت إليها القاضية سونيا سوتومايور. وجدت أن المستهلكين، في هذه الحالة، كانوا في وضع ضعيف، وأن القانون يجب أن يوفر لهم حماية ضد البنود المجحفة في العقود القياسية.
كما كتب القاضي كلارنس توماس رأيًا مخالفًا منفصلاً، قائلاً إنه يرفض مبدأ إلزام قانون التحكيم الفيدرالي للمحاكم في الولايات، وهو رأي كرره في قضايا سابقة.

## الأهمية القانونية
أكد هذا الحكم على أن قانون التحكيم الفيدرالي له الأسبقية على القوانين المحلية التي تفسر بنود العقود بشكل متحيز ضد التحكيم. وجّه الحكم ضربة لمحاولات الولايات استخدام التفسير القانوني للالتفاف على قرارات المحكمة العليا المؤيدة للتحكيم.